# سوفیا یانگ
سوفیا یانگ (انگلیسی: Sophia Young؛ زادهٔ ۱۵ دسامبر ۱۹۸۳) بازیکن بسکتبال اهل ایالات متحده آمریکا است.